# Aarberg
Aarberg je obec ve švýcarském kantonu Bern. Leží na řece Aaře přibližně dvacet kilometrů na severozápad od Bernu. V roce 2011 měla přes čtyři tisíce obyvatel. Sousedí s obcemi Bargen, Kappelen, Lyss, Seedorf a Radelfingen.
Aarberg býval centrem samostatného hrabství, ale v 14. století ho Petr II. z Aarbergu pro finanční potíže prodal městu Bernu.